# San Vito sullo Ionio
San Vito sullo Ionio (Santu Vitu in calabrese) è un comune italiano di 1 562 abitanti della provincia di Catanzaro in Calabria.

## Storia
I Normanni lasciarono il segno nella valle del Beltrame con la fondazione di numerosi centri urbani e tra questi (XI-XII secolo) anche San Vito sullo Ionio. La sua fondazione per tradizione è fatta risalire a quando il conte Ruggiero fece costruire nella vallata un’opera di sbarramento, per formare un bacino artificiale e di quel periodo restano le antiche mura di una costruzione normanna e di una diga in zona "Murorotto". Si ipotizza, tuttavia, che l'area fosse già precedentemente occupata da numerosi insediamenti abitativi di piccolissime dimensioni, sparsi tra le colline a ridosso del torrente Beltrame essendo state individuate da alcuni storici le tracce di un castello situato nei pressi del torrente Scorsone. Baronia dei Gironda, sul finire del XV secolo fu aggregata al principato di Squillace, passando in seguito alla nobili casata dei Fosselli. Nei primi anni del seicento appartenne ai Ravaschieri di Girifalco e successivamente per successione ereditaria ai Caracciolo del feudo di Girifalco, i quali, dopo un breve periodo di reggenza da parte di un’altra linea della famiglia (Caracciolo di Gioiosa), nel XVIII secolo ne recuperarono il possesso conservandolo fino all'eversione del sistema feudale, imposto dalle leggi napoleoniche nel 1806. Distrutta in gran parte dal terremoto che sconvolse la Calabria nella seconda metà del settecento, col nuovo ordinamento amministrativo dato dai francesi al Regno di Napoli all’inizio del XIX secolo fu inclusa dapprima nel cosiddetto governo di Gasperina e poi tra i comuni del circondario di Chiaravalle. La storia successiva alla restaurazione borbonica e all’Italia unita seguì quella del resto della regione. Sotto il profilo storico-architettonico sono interessanti la neoclassica chiesa parrocchiale, dedicata a San Vito Martire, i resti della costruzione normanna in località ''Murorotto'' e i ruderi del convento dei Carmelitani risalente al 1541. Il toponimo riflette il nome del Santo Patrono, già San Vito, assunse la denominazione di San Vito sullo Ionio con un regio decreto del 1863.

## Società

### Evoluzione demografica
Abitanti censiti

## Economia
San Vito sullo Ionio, in passato, era noto per le fiorenti attività agricole e artigianali. Il motore dell'economia ruotava attorno ai mulini ad acqua, la coltivazione del gelso, la lavorazione della seta, il commercio delle particolarissime pipe in radica che, prodotte in grande quantità, occupavano molte famiglie. Lo sviluppo del terziario e l'emigrazione, dagli anni '50 dello scorso secolo in poi, hanno progressivamente cancellato l'economia rurale. Adesso sono pochi i custodi dei saperi tradizionali che, con molta passione, portano avanti gli antichi mestieri tramandati di generazione in generazione.

## Infrastrutture e trasporti
Il comune è interessato dalle seguenti direttrici stradali:

## Amministrazione
| Periodo           | Periodo           | Primo cittadino  | Partito                            | Carica                    | Note |
| ----------------- | ----------------- | ---------------- | ---------------------------------- | ------------------------- | ---- |
| 21 novembre 1993  | 16 novembre 1997  | Giuseppe Sgrò    | Partito Democratico della Sinistra | sindaco                   |      |
| 16 novembre 1997  | 27 maggio 2002    | Giuseppe Sgrò    | lista civica di centro-sinistra    | sindaco                   |      |
| 27 maggio 2002    | 28 maggio 2007    | Luigi Rubino     | lista civica di centro-destra      | sindaco                   |      |
| 28 maggio 2007    | 7 maggio 2012     | Luigi Rubino     | lista civica                       | sindaco                   |      |
| 7 maggio 2012     | 11 giugno 2017    | Alessandro Doria | lista civica "San Vito da Vivere"  | sindaco                   |      |
| 11 giugno 2017    | 19 giugno 2020    | Alessandro Doria | lista civica "San Vito da Vivere"  | sindaco                   |      |
| 19 giugno 2020    | 21 settembre 2020 |                  |                                    | commissario straordinario |      |
| 21 settembre 2020 | in carica         | Antonio Tino     | lista civica "Siamo San Vito"      | sindaco                   |      |